# Беттон
Беттон (фр. Betton) — коммуна на северо-западе Франции, находится в регионе Бретань, департамент Иль и Вилен, округ Ренн, центр одноименного кантона. Коммуна расположена в 9 км к северу от Ренна, в 7 км от кольцевой автомобильной дороги вокруг Ренна N136. На востоке коммуны находится железнодорожная станция Беттон линии Ренн―Сен-Мало.
Население (2018) — 11 968 человек. 

## История
Найденные в Беттоне три обработанных камня и несколько инструментов считаются свидетельством пребывания человека в этом месте в период неолита (5000—2000 годы до н.э.). В Железный век здесь поселилось галльское племя ридонов, столицей которых был Ренн. После завоевания Арморики в 53 г. до н.э. римляне позаботились о строительстве дорог на ее территории; одна из них прошла через Беттон. 
После распада Римской империи на территорию Бретани стали проникать франки. Они занимают Беттон и дают ему имя одного из своих лидеров — Бетто. Около 470 года христианские миссионеры крестили местное население. В Беттоне был основан один из первых монастырей на территории Бретани; в настоящее время в единственном сохранившемся здании бывшего монастыря располагается частная школа для мальчиков. В церкви Святого Мартена имеется большая фреска, изображающая прибытие в Беттон Святого Мелена, епископа Ренна, и приветствие его местными монахами.

## Достопримечательности
- Неоготическая церковь Святого Мартина конца XIX века
- Медиатека Теодора Моно

## Экономика
Структура занятости населения:
- сельское хозяйство — 1,7 %
- промышленность — 6,7 %
- строительство — 4,7 %
- торговля, транспорт и сфера услуг — 42,0 %
- государственные и муниципальные службы — 44,8 %

Уровень безработицы (2018) — 7,9 % (Франция в целом —  13,4 %, департамент Иль и Вилен — 10,4 %). 

Среднегодовой доход на 1 человека, евро (2018) — 25 780 (Франция в целом — 21 730, департамент Иль и Вилен — 22 230).

## Демография
Динамика численности населения, чел.

## Администрация
Пост мэра Беттона с 2020 года занимает Лоранс Бессерв (Laurence Besserve). На муниципальных выборах 2020 года возглавляемый ею список социалистов победил в 1-м туре, получив 66,00 % голосов.
| Период | Период | Фамилия              | Партия                   | Примечания                                                              |
| ------ | ------ | -------------------- | ------------------------ | ----------------------------------------------------------------------- |
| 1971   | 1983   | Жан-Франсуа Туртелье | Радикальная левая партия | врач-биолог                                                             |
| 1983   | 1995   | Жан-Клод Эсло        | Разные правые            | директор программы строительства социального жилья                      |
| 1995   | 2020   | Мишель Готье         | Социалистическая партия  | технический консультант, член Генерального совета и Совета департамента |
| 2020   |        | Лоранс Бессерв       | Социалистическая партия  | фермер                                                                  |

## Города-побратимы
- Мортонхемпстед, Англия
- Альтенбекен, Германия
- Барберино-ди-Муджелло, Италия
- Гродзиск-Велькопольский, Польша